# Lo opuesto al sexo
Lo Opuesto Al Sexo (título original en inglés: The Opposite of Sex) es una película de comedia romántica oscura independiente estadounidense de 1998 escrita y dirigida por Don Roos y protagonizada por Christina Ricci, Martin Donovan y Lisa Kudrow. Es el debut como director de Roos, así como la película final producida por Rysher Entertainment. Poco antes del estreno mundial de la película en el Festival de Cine de Sundance de 1998, Sony Pictures Classics la adquirió.

## Reparto
- Christina Ricci como Dedee Truitt
- Ivan Sergei como Matt Mateo
- Martin Donovan como Bill Truitt
- Lisa Kudrow como Lucia De Lury
- Lyle Lovett como Carl Tippett
- William Lee Scott como Randy Cates
- Johnny Galecki como Jason Bock
- Colin Ferguson como Tom De Lury
- Megan Blake como Bobette
- Dan Bucatinsky como Timothy
- Chauncey Leopardi como Joe
- Rodney Eastman como Ty
- Heather Fairfield como Jennifer Oakes
- Leslie Grossman como Girl Student

## Producción
The Opposite of Sex se rodó entre junio y julio de 1997 en Los Ángeles, California. Iba a ser el último trabajo teatral producido por Rysher Entertainment, que cerró su unidad de cine el mismo mes en que terminó el rodaje. La división de Sony, Sony Pictures Classics, distribuyó la película.